# 英雄赞歌
《英雄赞歌》，电影《英雄儿女》主题曲，公木词，刘炽曲，作于1962年，张映哲原唱，表现了对英雄战士的崇敬和热爱。据刘炽回忆，《英雄赞歌》的旋律灵感来自内蒙古民歌《巴特尔陶陶呼》。张映哲、彭丽媛、胡江丽、宋祖英、马玉涛、陳思思、王莉、王芳等都曾演唱过该曲。
作為2020年紀念抗美援朝70週年主題的韓戰電影（管虎導演）《金剛川》的主題曲，由譚維維演唱。該版本亦為中國中央電視台國防軍事頻道迷你節目《戰旗》之片尾曲。

## 使用及改编

### 收录专辑
- 2007年，该曲被收录于彭丽媛专辑《我的士兵兄弟》中。

### 改编
- 2016年，在《梦想的声音（第一季）》里面，羽泉被指定拨打的热心观众抽中这首歌并加以改编。其中有一段饶舌由于批判褻瀆英雄，玷污原作等敏感部分，导致在YouTube、中国的音乐软件的版本上没有纯享版本，而YouTube的完整影片版本则剪了这一段饶舌，只在全民K歌的软件才播出那段饶舌。

## 其他相关

### 外文译名
- 法語：